# Søren Pape Poulsen
Søren Pape Poulsen (Copenaghen, 31 dicembre 1971 – Odense, 2 marzo 2024) è stato un politico danese.